# Géoportail

Géoportail（ジオ ポルタイユ）は、フランスの国立地理調査所（IGN）が2006年夏に公開するデータベース。衛星写真を提供する。
また2007年からは3Dの写真も公開される予定。